# Tropicana Field
Tropicana Field er et baseballstadion i St. Petersburg i Florida, USA, der er hjemmebane for MLB-klubben Tampa Bay Rays. Stadionet har plads til 36.048 tilskuere, og blev indviet 3. marts 1990. Siden 1998 har det fungeret som Rays hjemmebane, og NHL-klubben Tampa Bay Lightning har desuden også spillet her.